# Zona de radiación

Ilustración de la estructura del Sol

La zona radiativa o zona de radiación es una capa en el interior de una estrella en donde la energía es transportada principalmente hacia el exterior por medio de difusión radiativa, más que por convección. La energía se mueve a través de la zona radiativa en forma de radiación electromagnética como fotones. Dentro del Sol, la zona de radiación está localizada en la zona intermedia entre el núcleo solar, a una distancia de 0,2 radios solares (R⊙) medida desde el centro del Sol, hasta la zona convectiva, a una distancia de 0,71 R⊙. La zona convectiva y la zona de radiación están separadas por la tacoclina.
La materia en la zona radiativa es tan densa que los fotones viajan únicamente una corta distancia antes de ser absorbidos o dispersados por otras partículas, lo que provoca que su longitud de onda se vuelva mayor. Por esta razón, es necesario un promedio de 171 000 años para que los rayos gamma provenientes del núcleo del Sol salgan de la zona radiativa. En este espacio, la temperatura del plasma cae desde 1,5×10⁷ K hasta 1,5×10⁶ K.
Dentro de la zona radiativa, el gradiente de temperatura —es decir, el cambio en la temperatura, T, como función del radio r— está dado por
{\displaystyle {\frac {{\text{d}}T(r)}{{\text{d}}r}}\ =\ -{\frac {3\kappa (r)\rho (r)L(r)}{(4\pi r^{2})(16\sigma )T^{3}(r)}}}
donde κ(r) es la opacidad, ρ(r) es la densidad de materia, L(r) es la luminosidad, y σ es la constante de Stefan-Boltzmann. Por tanto, la opacidad y la luminosidad dentro de una determinada capa de la estrella son factores importantes para determinar la eficiencia de la difusión radiativa al transportar la energía. Una opacidad alta puede causar un gradiente de temperatura alto, que implica un flujo lento de energía. Aquellas capas en donde la convección es más efectiva que la difusión al transporta energía, y por lo tanto al crear un gradiente de temperatura bajo, se convertirán en una zona de convección.
Para estrellas de la secuencia principal —aquellas estrellas que generan energía a través de fusión termonuclear de hidrógeno en su núcleo— la localización de la zona de radiación depende de la masa de la estrella. En estrellas de la secuencia principal con masas menores a 0,3 masas solares (M⊙), el interior es enteramente convectivo, lo que significa que no tienen zona de radiación. Entre 0,3 y 1,2 M⊙, la región alrededor del núcleo estelar es una zona de radiación, separada de la zona convectiva por la tacoclina. El radio de la zona radiativa decrece monotónicamente con la masa; las estrellas de alrededor de 1,2 M⊙ son enteramente radiativas. Por encima de 1,2 M⊙, el núcleo se convierte en una zona de convección, y la zona superior es una zona radiativa; la cantidad de masa en la zona de convección aumenta con la masa de la estrella.